# N Dua Aek Nabara
N Dua Aek Nabara is een bestuurslaag in het regentschap Labuhan Batu van de provincie Noord-Sumatra, Indonesië. N Dua Aek Nabara telt 657 inwoners (volkstelling 2010).